# Paranadara
Paranadara is een monotypisch geslacht van tweekleppigen uit de  familie van de Arcidae (arkschelpen).

## Soort
- Paranadara taludae Francisco, Barros & Lima, 2012